# Garrigoles
Garrigoles är en kommun i Spanien.   Den ligger i provinsen Província de Girona och regionen Katalonien, i den östra delen av landet, 600 km öster om huvudstaden Madrid. Antalet invånare är 167. Arean är 9,4 kvadratkilometer. Garrigoles gränsar till Ventalló, Viladamat, La Tallada d'Empordà, Verges, Jafre och Vilopriu. 
Terrängen i Garrigoles är platt.